# Ángel Mosquera
Ángel Eduardo Mosquera Gaspar (Esmeraldas, 2 de octubre de 1988) es un futbolista ecuatoriano que actúa como portero y su equipo actual es la Universidad Católica de la Serie A de Ecuador.

## Trayectoria

### Divisiones formativas
Mosquera realizó las categorías formativas en el Quininde Sporting Club, Barcelona de Guayaquil, Deportivo Cuenca y en el Gualaceo.

### Profesionalismo
En el 2010 llega al Deportivo Cuenca donde logra su debut profesional, posteriormente pasa al Mushuc Runa y luego a Fuerza Amarilla.
En el 2017 es fichado por la Universidad Católica con el que participó en la Copa Sudamericana en las ediciones 2017, 2018 y 2019. El 24 de febrero de 2019 en la fecha 3 del Campeonato Ecuatoriano en un partido que su equipo se enfrentó al Aucas, sufrió una lesión de desgarro en su pierna derecha que le impidió jugar el resto del encuentro, retirándose al minuto 27, aquel encuentro lo perdieron 3-1.
En el 2020 es contratado por el 9 de Octubre, luego de su ascenso a la Serie B de Ecuador, tras llevar 22 años en Segunda Categoría.

## Clubes
| Club                 | País    | Año       |
| -------------------- | ------- | --------- |
| Deportivo Cuenca     | Ecuador | 2010-2013 |
| Mushuc Runa          | Ecuador | 2013      |
| Fuerza Amarilla      | Ecuador | 2014-2016 |
| Universidad Católica | Ecuador | 2017-2019 |
| 9 de Octubre         | Ecuador | 2020-Act. |

## Palmarés

### Títulos nacionales B
| Título                 | Club         | País    | Año  |
| ---------------------- | ------------ | ------- | ---- |
| Campeonato Ecuatoriano | 9 de Octubre | Ecuador | 2020 |

## Participaciones internacionales
| Torneo                 | Club                 | País    | Resultado        |
| ---------------------- | -------------------- | ------- | ---------------- |
| Copa Sudamericana 2017 | Universidad Católica | Ecuador | Segunda Fase     |
| Copa Sudamericana 2018 | Universidad Católica | Ecuador | Segunda Fase     |
| Copa Sudamericana 2019 | Universidad Católica | Ecuador | Octavos de final |